# لئوپولد راس
لئوپولد راس (انگلیسی: Leopold Ross؛ زادهٔ ۲۳ اکتبر ۱۹۸۰) موسیقی‌دان، تهیه‌کننده موسیقی و مهندس صدا ایتالیایی‌تبار اهل بریتانیا و گیتاریست گروه راک «آیو اِکو» است. او بیشتر بابت ساخت موسیقی فیلم با همکاری برادرش آتیکوس راس شناخته می‌شود.
از فیلم‌ها یا مجموعه‌های تلویزیونی که وی در آن‌ها نقش داشته است، می‌توان به لمس پلیدی، کتاب الی، شهر ویران، بلک‌هت، عشق و بخشش، تریپل ناین، دفتر مرگ، تمساح، یک میلیون قطعه کوچک، پرنده زلزله و شوگون اشاره نمود.